# Аравія Петрейська
30°04′ пн. ш. 35°21′ сх. д. / 30.07° пн. ш. 35.35° сх. д.
Ара́вія Петре́йська або Ара́вія Кам'яни́ста (лат. Arabia Petraea; араб. العربية البترائية; дав.-гр. Ἐπαρχία Πετραίας Ἀραβίας) — прикордонна провінція Римської імперії з центром у місті Петра (сучасна Йорданія) та Бостри. Увійшла до складу Римської імперії у 106 р. за правління імператора Траяна, як провінція Аравія, внаслідок успішного захоплення ним Набатейського царства. Територія Аравії включала в себе регіон на схід від річки Йордан, що простягався від Аравійського півострова до провінції Сирія, хоча його контури з часом змінювалися і зрештою включали частини Палестини та Сирії. Провінція являла собою найсхідніший кордон Римської імперії. Окрім свого положення вздовж римських кордонів, Аравія завдячувала своїм значенням участі в громадянських війнах кінця II ст. та, перш за все, торгівлі.

## Передісторія
В 64 до н. е. римляни захопили Сирію і перетворили її на свою провінцію. Прагнучи розширити римський вплив далі на схід, намісник Сирії Марк Емілій Скавр в 62 до н. е.розпочав військову кампанію проти Набатейського царства. Через суворі пустельні умови Скавру довелося відмовитися від повноцінного вторгнення, але він отримав контрибуцію в триста талантів від набатейського царя Арети ІІІ.

## Захоплення регіону в 106—111рр. н.е
Наступна спроба римлян захопити Аравію відбулася за імператора Траяна. Хоча обставини захоплення залишаються невідомими, захоплення, здається, було відносно мирним, оскільки немає жодних доказів будь-яких масштабних військових дій. Окрім того, Дакійські війни, що тривали в цей час, ймовірно, завадили б Траяну здійснити одночасну іншу велику кампанію. Також немає вагомих доказів приводу війни, окрім смерті царя Раббеля II у 106 р. (або її очікування). Більше того, Рим, здається, не оголошував про анексію і утворення провінції до 111 р. коли була завершена Нова Траянова дорога (Via Nova Traiana). Лише після цього з'являються написи вздовж дороги Траяна та провінційні монети, що вшановують цю подію.

## Під римським правлінням
Доказів безпосередніх наслідків римського правління мало. Значна кількість грецької та римської архітектури, знайдена в Петрі та інших місцях, була побудована перед захопленням. Фактично, багато чого можна пов'язати з розвитком урбанізації, що відбувся за Арети IV Філопатора у І ст., в результаті тривалої інтеграції набатеїв у середземноморську економіку. Основні зміни пов'язані з включенням регіону до ширшої Римської імперії. Амміан Марцеллін написав відомий коментар: «З наданням назви провінції та призначенням губернатора імператор Траян змусив [Аравію] підкорятися нашим законам». Це просто означає, що Рим мав намір керувати Аравією так само, як і іншими провінціями, хоча між ними існували значні відмінності. Як і в інших місцях, Рим, ймовірно, прагнув скористатися адміністративними структурами, які вже існували за набатеїв. Королівські наступники династії Лахмідів також були поглинуті урядовою клаптиковою системою. Згідно з написом Намари (бл. 328 р.), вони зберігали свій статус «царів арабів» до середини IV ст. н. е. та мали владу від Євфрату до південних меж старого Набатейського царства, нижньої частини Аравійського півострова. Що саме це означало, неясно, але, ймовірно, це включало підтримку імперського правління, та певне представництво й управління арабських народів в інтересах імперії. Традиційна племінна система організації народу регіону також продовжувала мати значний вплив протягом наступних століть.
Крім того, Траян переніс столицю з Петри до Бостри, яка була розташована більш центральною та доступною. Документи Бабата з Печери листів (Cave of Letters) також свідчать про те, що грецька мова швидко витіснила набатейську арамейську як адміністративну мову, хоча деякі документи після захоплення продовжували писатися набатейською. Крім того, документи писалися з консульськими датами, а справи розглядалися губернатором, який по черзі перебував у Бострі та Петрі, а також, ймовірно, в інших великих містах, таких як Каракмоба. Правова практика, продемонстрована в збережених папірусах до та після захоплення, має багато спільного, і, хоча є деякі відмінності, набатейських доказів занадто мало, щоб визначити, чи відображають вони справжні правові зміни, чи були варіаціями в межах прийнятних правових норм. Імперські інвестиції в дороги, порти та інфраструктуру для формування інтегрованої провінційної мережі полегшили переміщення товарів та інформації, одночасно знижуючи загальний ризик тавитрати. Це покращило загальне управління та обороноздатність, а також сприяло торгівлі.

## Провінція за Септимія Севера
Провінція зазнала значних змін і була значно розширена за часів Септимія Севера (193 – 211 рр.). Після громадянської війни з Песценнієм Нігером, яка привела його до влади, Север реорганізував східні провінції та їхнє управління. Це сталося після поразки Севера від Нігером під час Другої месопотамської війни, коли він прагнув відновити території вздовж східного кордону. Ця реорганізація включала дві важливі зміни: 
- По-перше, оскільки Сирія виявилася здатною ефективно підтримувати могутнього суперника, Север розділив провінцію на дві нерівні адміністративні одиниці.
- По-друге, він значно розширив провінцію Аравія, яка підтримувала його під час громадянської війни, присвоївши їй частини колишньої сирійської території. Ця нова територія включала переважно Джебель Друз і все або частину плато Леджа. Члени арабської еліти спочатку були підвищені до Сенаторів за Севера, навіть досягаючи консульського рангу.

Зосередження його режиму на сході зрештою сприяло піднесенню Марка Юлія Філіпа Араба, який правив імператором з 244 по 249 р..

## Провінція за Діоклетіана
Після Перських війн Діоклетіана Аравія знову зазнала реорганізації в рамках масштабнішої перебудови Близького Сходу. До 314 р. регіон на південь від Ваді-ель-Хаса, включаючи Негев, Петру та, можливо, Хіджаз, був доданий до провінції Палестина, залишивши Аравії лише регіон навколо Бостри та на північ (тим самим провінція була розділена на дві з центрами у містах Петра і Бостра). Діоклетіан також значно покращив обороноздатність та керованість провінції, зміцнивши укріплення та інфраструктуру провінції (Арабський лімес), розмістивши цілий легіон на півдні та розширивши дорожню систему - Дорога Діоклетіана (Strata Diocletiana), тим самим покращивши пересування та комунікації. Хоча у пізній античності укріплення були демонтовані.

## Падіння провінції
Загалом Римський період був періодом відновлення економічного процвітання Аравії. Римляни відремонтували стару Царську дорогу. У аравійських містах з'явилося багато нових будівель. Караванна торгівля з персами на сході процвітала. Стратегічно провінція забезпечувала безпеку Сирії, Юдеї та Єгипту з південного сходу, а також безпеку морських шляхів Червоного моря. Згодом, у 395 р. Аравійська провінція перейшла до Східної Римської імперії.
Археологічні та географічні дослідження провінції свідчать про те, що пізня античність була періодом економічного та демографічного зростання, включаючи посилення урбанізації та громадського будівництва. Однак занепад імперії у V – VI ст. та децентралізація влади поступилися місцем великим, переважно автономним племінним групам, а кордони залишилися відносно слабкими та незахищеними. Як наслідок, було мало перешкод для мусульманських вторгнень у VII ст., які остаточно відірвали провінцію від римського панування.
Імператор Анастасій I визнав незалежну федерацію арабських племен з Ємену як римського союзника за умови, що вони будуть захищати східні кордони. Їх цар отримав титул патрикія. В 604 р., коли Сасаніди вторглися в Візантійську імперію, араби вже не воювали за візантійців і треба було майже чверть століття, поки імператор Іраклій не вигнав загарбників. Незабаром Аравія увійшла до складу Арабського халіфату, який зароджувався.

### Неповний список префектів
- Гай Клавдій Север (107—116)
- Луцій Емілій Карус (141—142)
- Секст Кокцій Северіан (145)
- Луцій Аттідій Корнеліан (150—151)
- Публій Юлій Гемін Марціан (162—163)
- Квінт Антістій Адвент Постумій Аквілін (166—167)
- Луцій Клавдій Модест (167—168)
- Луцій Марій Перпетв (між 200 й 207)
- Гай Фурій Сабін Аквіла Тімесіфей (між 218 й 222)
- Егнацій Віктор Мариніан (між 225 й 230)
- Марк Елій Аврелій Тео (між 253 й 259)